# Gemeinschaft Christlichen Lebens
Die Gemeinschaft Christlichen Lebens (GCL) ist eine weltweite religiöse Gemeinschaft innerhalb der katholischen Kirche. Die Vereinigung von Gläubigen lebt aus der Spiritualität des Ignatius von Loyola (1491–1556) und ist seither geschwisterlich mit dem Jesuitenorden und anderen ignatianischen sowie Marianischen Gemeinschaften verbunden. Hervorgegangen ist die GCL aus einer Erneuerungsbewegung im Jahre 1948, die durch die Apostolische Konstitution Bis saeculari die von Papst Pius XII. initiiert wurde. 1967 fand die Entstehung der GCL mit neuen „Allgemeinen Grundsätzen“ und dem neuen Namen ihren ersten Abschluss.

## Geschichte
Nach der Stagnation von Exerzitien und dem Rückgang der Aktivitäten der Marianischen Kongregationen (MC), die sich unter Führung des Jesuitenordens in den 1950er Jahren neu orientiert hatten, rief Papst Pius XII. (1939–1958) zu einem Neubeginn der marianischen Bewegung und der Reaktivierung von Exerzitien auf. Dieser Anstoß hatte eine große Wirkung und kam offensichtlich in manchen Ländern zur rechten Zeit, wie z. B. in Frankreich, USA, Kanada und Taiwan und bald auch in Deutschland. Bei zwei katholischen internationalen Kongressen trafen sich die anwesenden MC-Mitglieder und baten das Zentralsekretariat, „so schnell wie möglich“ eine Weltföderation der MCen vorzubereiten, um sich bei der Umsetzung des Apostolischen Schreibens gegenseitig zu helfen und auf Weltebene präsent zu werden. Schon 1953 konnte Pius XII. der Gründung der Weltföderation zustimmen, in der die Laien die Verantwortung übernahmen, unabhängig von der Gesellschaft Jesu, wenngleich ihr geschwisterlich zugeordnet, und in der Priester die Rolle eines Kirchlichen Assistenten ausübten. In der Tat bahnte sich in vielen Ländern ein tiefgehender Neuaufbruch an, vornehmlich durch längere Exerzitien.
Das erste Delegiertentreffen der Weltföderation mit der Wahl des ersten Weltkonsults 1954 in der Päpstlichen Universität Gregoriana in Rom (dem früheren Römischen Kolleg, an dem die MCen ihren Ausgang nahmen) wurde der Ausgangspunkt einer weltweiten Erneuerung. Nach einem achtjährigen weltweiten schriftlichen Dialog zwischen dem Zentralsekretariat und der Basis mit ihren ersten Erfahrungen der Erneuerung entstanden die „Allgemeinen Grundsätze“, in die auch Aussagen des II. Vatikanischen Konzils zur Sendung der Laien einflossen. Beim 4. Weltdelegiertentreffen 1967 in Rom wurden diese von 38 Ländern einstimmig verabschiedet und der neue Name „Weltföderation der Gemeinschaften Christlichen Lebens“ beschlossen. Auch dieser Namensänderung gingen jahrelange Gespräche voraus. Mit der Bestätigung durch Papst Paul VI. (1963–1978) entfielen die bisherigen Angliederungen an die Muttercongregation in Rom und die Bindung zu den MCen, stattdessen gab es nun die Aufnahme in eine örtlich zuständige Föderation. Die 1966 aus der Arbeitsgemeinschaft hervorgegangene deutsche Nationalföderation übernahm 1968 den neuen Namen Gemeinschaft Christlichen Lebens. Zu dieser Namensänderung, verbunden mit der Annahme der „Allgemeinen Grundsätze“, konnte sich jede MC selbst entscheiden.
Auf Weltebene wuchs durch zunehmende Exerzitienerfahrungen, internationale Formungskurse, Kontakte und Partnerschaften zwischen den Ländern ein Bewusstsein von Gemeinschaft, das beim 9. Weltdelegiertentreffen 1982 in Providence/USA zur Entscheidung reifte, sich von nun an nicht mehr als Föderation, als Zusammenschluss von Gemeinschaften, zu verstehen, sondern als eine einzige Weltgemeinschaft vieler Menschen als Mitglieder. Gelebt wird diese personale Mitgliedschaft in örtlichen Gruppen und in diözesanen/regionalen und nationalen Teilgemeinschaften. Das 11. Weltdelegiertentreffen 1990 in Guadalajara (Mexiko) fasste die „Allgemeinen Grundsätze und Normen“ entsprechend neu und löste damit den Text von 1967 ab. Der einen Weltgemeinschaft entspricht von da an der endgültige Name „Gemeinschaft Christlichen Lebens“. Der Päpstliche Rat für die Laien bestätigte sie als eine internationale öffentliche Vereinigung von Gläubigen päpstlichen Rechts und anerkannte die „Allgemeinen Grundsätze“ in der Fassung von 1990; dabei hob er die ununterbrochene Weiterführung der von Jean Leunis SJ ins Leben gerufenen MCen innerhalb der GCL hervor.

## Die GCL heute
Die Gemeinschaft hat ihren Sitz und ihr Weltsekretariat in Rom. Sie umfasst 58 Nationalgemeinschaften auf allen Kontinenten und ist in weiteren 13 Ländern im Werden (2011). Seit 1957 war sie Mitglied der „Konferenz internationaler katholischer Organisationen“ (OIC) und ist seit 2008 als katholische nichtregierungsgebundene Organisation (CNGO) bei der UNO in New York und Genf als Nichtregierungsgebundene Organisation (NGO) vertreten. Alle fünf Jahre findet ein Weltdelegiertentreffen statt. Seit längerem wächst auch die Zusammenarbeit auf europäischer Ebene, seit 1989 besonders mit den Ländern des ehemaligen kommunistischen Machtbereichs.
Die GCL in Deutschland hat ihren Sitz und ihr Sekretariat in Augsburg, wo 1973 das 6. Weltdelegiertentreffen stattfand. Neben dem Sekretariat gibt es einige diözesane oder regionale Arbeitsstellen, eine speziell für Junge Erwachsene. In Deutschland gibt es 170 Gruppen mit 1100 erwachsenen Gruppenmitgliedern aus allen Alters- und Berufsschichten in dreizehn Diözesan-/Regionalgemeinschaften (2011). Die Jugendverbände der Gemeinschaft Christlichen Lebens (J-GCL) sind der GCL in Deutschland auf nationaler Ebene korporativ angegliedert und haben rund 6000 Mitglieder (2011). Die GCL in Deutschland arbeitet im Zentralkomitee der deutschen Katholiken, in der Arbeitsgemeinschaft der katholischen Organisationen in Deutschland und im Gesprächskreis Geistlicher Gemeinschaften, Bewegungen und Initiativen in Deutschland mit. Alle zwei Jahre findet ein nationales Delegiertentreffen statt. Im Zusammenwirken von GCL und Jesuitenorden war nach 1967 die ursprüngliche Exerzitienform – persönlich begleitete Einzelexerzitien – wiederentdeckt worden. Um hierfür Männer und Frauen (Laien, Ordensangehörige, Diözesankleriker) als Begleitpersonen zu befähigen, bietet die GCL in Deutschland gemeinsam mit den Jesuiten seit 1971 ein zweijähriges berufsbegleitendes Seminar an. Mitte der 1980er Jahre gab die GCL die Initialzündung zu Exerzitien im Alltag. Seit 2008 bietet die GCL aus ihrer jahrzehntelangen Erfahrung einen Kurs „Das Salz in der Gruppe“ an als Hilfe aus der ignatianischen Spiritualität für Frauen und Männer in kirchlichen Gruppen und Gremien. Die GCL in Deutschland bietet auch ein anderthalbjähriges berufsbegleitendes GCL-Seminar „Gruppen im Glauben leiten und begleiten“ an mit dem Ziel, Kompetenzen zu erwerben, um in einem Gruppenprozess auch die geistliche Dimension wahrnehmen und fördern zu können. An der ignatianischen Spiritualität haben auch Christen anderer Konfessionen Anteil. Ein jährliches Programmheft bringt für Mitglieder und Interessierte Kursangebote für Exerzitien in verschiedenen Formen, zur Weiterbildung und zur Vernetzung bestimmter Berufs- oder Lebensbereiche.

## Weiterbestehende Marianische Kongregationen
In manchen Ländern, so auch in Deutschland, schlossen sich alte MCen der Erneuerung nur teilweise oder gar nicht an. Da die Funktion der „Muttercongregation“ in Rom 1967 durch die Weltföderation übernommen worden war, gibt es bei der GCL die Möglichkeit, „Vereinigungen, die in gewisser Weise an der gleichen Tradition teilhaben“, anzugliedern. So sind z. B. in Deutschland die bestehen gebliebenen „Bayerischen Männerkongrationen“ auf nationaler Ebene angegliedert.